# Vientiane
Vientiane er hovedstad i det sydøstasiatiske land Laos og ligger ved Mekongfloden. Floden danner her grænse til Thailand. Der er 948.487(2020)indbyggere.
Vientiane blev hovedstad i Lan Xang i 1560, da kong Setthathirath etablerede den. Da Lan Xang faldt sammen i 1707, blev Vientiane et selvstændigt kongedømme. I 1779 blev byen erobret af den siamesiske general Phraya Chakri, og den blev en siamesisk vasalstat. Vientiane blev fransk i 1893 og hovedstad over det franske Laos i 1899.
| Vejr for Vientiane, Laos                                                                             | Vejr for Vientiane, Laos | Vejr for Vientiane, Laos | Vejr for Vientiane, Laos | Vejr for Vientiane, Laos | Vejr for Vientiane, Laos | Vejr for Vientiane, Laos | Vejr for Vientiane, Laos | Vejr for Vientiane, Laos | Vejr for Vientiane, Laos | Vejr for Vientiane, Laos | Vejr for Vientiane, Laos | Vejr for Vientiane, Laos | Vejr for Vientiane, Laos |
| | Jan                      | Feb                      | Mar                      | Apr                      | Maj                      | Jun                      | Jul                      | Aug                      | Sep                      | Okt                      | Nov                      | Dec                      | År                       |
| --- | ------------------------ | ------------------------ | ------------------------ | ------------------------ | ------------------------ | ------------------------ | ------------------------ | ------------------------ | ------------------------ | ------------------------ | ------------------------ | ------------------------ | ------------------------ |
| Gennemsnitlig maks °C                                                                                | 28,4                     | 30,3                     | 33                       | 34,3                     | 33                       | 31,9                     | 31,3                     | 30,8                     | 30,9                     | 30,8                     | 29,8                     | 28,1                     | 31,1                     |
| Gennemsnitlig min °C                                                                                 | 16,4                     | 18,5                     | 21,5                     | 23,8                     | 24,6                     | 24,9                     | 24,7                     | 24,6                     | 24,1                     | 22,9                     | 19,3                     | 16,7                     | 21,8                     |
| Gennemsnitlig nedbør mm                                                                              | 7,5                      | 13                       | 33,7                     | 84,9                     | 245,8                    | 279,8                    | 272,3                    | 334,6                    | 297,3                    | 78,8                     | 11,1                     | 2,5                      | 1.660,5                  |
| Kilde: "World Weather Information Service — Vientiane" (World Meteorological Organisation) (engelsk) |                          |                          |                          |                          |                          |                          |                          |                          |                          |                          |                          |                          |                          |

## Seværdigheder
- Buddha Park
- Ho Phra Kaeo
- Lao Nationalmuseum
- Patuxay
- Pha That Luang
- That Dam
- Wat Ong Teu Mahawihan
- Wat Si Muang
- Wat Si Saket
- Wat Sok Pa Luang